# Я-та-хей (Нью-Мексико)
Я-та-хей (англ. Yah-ta-hey) — переписна місцевість (CDP) в США, в окрузі Маккінлі штату Нью-Мексико. Населення — 757 осіб (2020).

## Географія
Я-та-хей розташований за координатами 35°37′18″ пн. ш. 108°47′31″ зх. д. / 35.62167° пн. ш. 108.79194° зх. д. (35.621608, -108.791876).  За даними Бюро перепису населення США в 2010 році переписна місцевість мала площу 10,33 км², уся площа — суходіл.

## Демографія
Згідно з переписом 2010 року, у переписній місцевості мешкало 590 осіб у 180 домогосподарствах у складі 140 родин. Густота населення становила 57 осіб/км².  Було 196 помешкань (19/км²).
Расовий склад населення:
| - 75,4 % — корінних американців - 11,4 % — білих - 0,3 % — чорних або афроамериканців - 0,2 % — вихідців з тихоокеанських островів - 5,8 % — осіб інших рас |

До двох чи більше рас належало 6,9 %. Частка іспаномовних становила 13,4 % від усіх жителів.
За віковим діапазоном населення розподілялося таким чином: 31,5 % — особи молодші 18 років, 58,5 % — особи у віці 18—64 років, 10,0 % — особи у віці 65 років та старші. Медіана віку мешканця становила 32,4 року. На 100 осіб жіночої статі у переписній місцевості припадало 101,4 чоловіків;  на 100 жінок у віці від 18 років та старших — 96,1 чоловіків також старших 18 років.
Медіана доходів становила 51 576 доларів для чоловіків та 16 087 доларів для жінок. За межею бідності перебувало 44,4 % осіб, у тому числі 34,7 % дітей у віці до 18 років та 0,0 % осіб у віці 65 років та старших.
Цивільне працевлаштоване населення становило 96 осіб. Основні галузі зайнятості: транспорт — 34,4 %, освіта, охорона здоров'я та соціальна допомога — 25,0 %, науковці, спеціалісти, менеджери — 21,9 %.